# Le Leuy
Le Leuy is een gemeente in het Franse departement Landes (regio Nouvelle-Aquitaine) en telt 208 inwoners (2005). De plaats maakt deel uit van het arrondissement Dax.

## Geografie
De oppervlakte van Le Leuy bedraagt 9,6 km², de bevolkingsdichtheid is 21,7 inwoners per km².
De onderstaande kaart toont de ligging van Le Leuy met de belangrijkste infrastructuur en aangrenzende gemeenten.

## Demografie
Onderstaande figuur toont het verloop van het inwonertal (bron: INSEE-tellingen).

1. ↑  Populations de référence 2022.